# سجن (فعل)

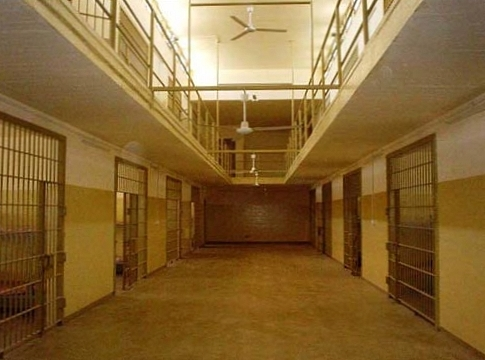
زنزانة مغلقة في سجن بغداد المركزي (أبو غريب، العراق)

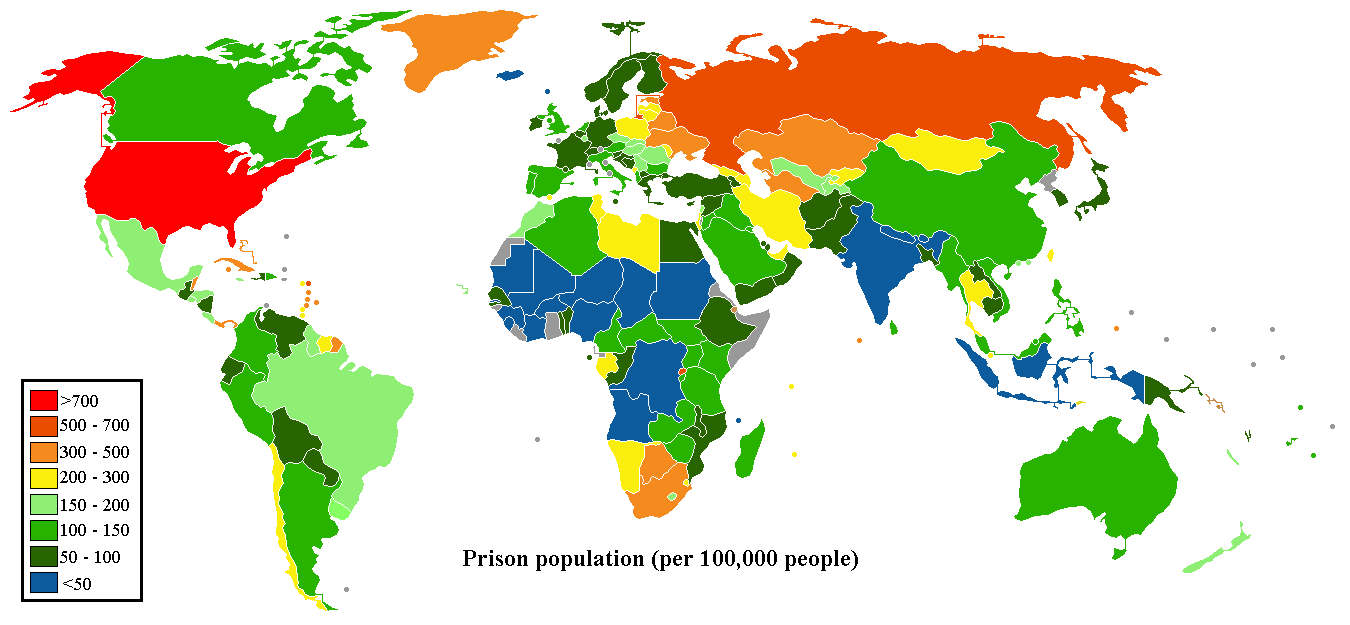
خريطة العالم تظهر عدد السجناء لكل 100،000 مواطن، حسب البلد. في الولايات المتحدة على حد سواء أكبر عدد من السجناء في العالم، و أعلى معدلات نسبة السجناء في العالم للفرد.

السَجن، هو سلب لحرية إنسان بوضعه في مكان يقيد حريته، والسجن هو طريقة لاحتجاز شخص بموجب حكم قضائي أو قرار إداري من سلطة يستند إما إلى قانون ينص على عقاب الشخص لكونه ارتكب جريمة أو لمجرد قرار تقديري من سلطة مخولة باحتجاز الأشخاص كإجراء وقائي تقوم به إدارة الأمن بوصفها سلطة عامة للتحفظ على مشتبه به حتى إتمام تحقيقاتها. ويسمى السجن بغرض التحفظ بالحبس الاحتياطي أو الحبس التحفظي، أو الاعتقال الوقائي.
السجن بحسب الأصل نوع من أنواع العقوبات الجزائية ولذلك لا يستخدم إلا وفقا للقانون.
وهو كإجراء وقائي مخول للسلطة أو الإدارة لتقديرها أن شخصا بعينه يشكل خطورة على المجتمع أو يشكل تهديدا على المجتمع أو النظام. السجن بهذا المفهوم الأخير يطلق عليه أيضا اعتقالا وهذا الأخير يكون تعسفا من السلطة العامة التنفيذية إذا استطالت مدته على النحو الذي يساوى فيه بين المعتقل لشبهة دون ثبوت جرم فعلي، وبين المسجون لكونه قد ارتكب بالفعل جريمة يعاقب عليها القانون بالسجن وسلب الحرية.